# かまちよしろう
かまち よしろう（本名：村松 芳郎、1949年 - ）は、日本の漫画家。

## 経歴
静岡県磐田郡豊岡村（現・磐田市）上野部出身、静岡県立掛川西高等学校、早稲田大学文学部卒業。
漫画を描き始めたのは小学三年生の頃で、クラスに絵の上手な友達がいて、当時人気のあった『鉄人28号』や『赤胴鈴之助』のキャラクターをお互い上手だねとほめ合いながら描いたのが最初であった。高校生時代に当時朝日新聞に連載されていた『サザエさん』や『フジ三太郎』に影響され、漫画家を志す。大学在学中は漫画研究部に所属し、卒業後、谷岡ヤスジのアシスタントを経て独立。
その後は青年・成人向け漫画雑誌や4コマ漫画誌を中心に4コマ漫画を多数描く。旧ペンネームは「鎌地ヨシロウ」「かまちヨシロウ」だったが、現在は「かまちよしろう」に統一している。代表作に『週刊漫画TIMES』（芳文社）で22年もの間連載され、1984年にビートたけし主演でテレビドラマ化もされた『こにくらじいさん』など。
現在は出身地・静岡県の地元紙『静岡新聞』などの多数の地方紙で『ゴンちゃん』を連載している他、ウェブマガジン『週刊俳句』にて俳号「かまちん」として俳句を発表している。

## 作品リスト

### 漫画
- OH!せいこちゃん（立風書房、全1巻）
- ザ・まねき猫（立風書房、全2巻）
- まがじん(漫画人)君（立風書房、全1巻）
- 仲間たち（別冊漫画アクション、双葉社、全3巻）
- こにくらじいさん（週刊漫画TIMES、芳文社、全3巻）
- すずめちゃん（まんがタイム・まんがタイムジャンボ、芳文社、全2巻）
- にこにこ赤ちゃん（芳文社、全3巻）
- その名はマリリン（みこすり半劇場、ぶんか社）
- ゴンちゃん（静岡新聞・山梨日日新聞・秋田魁新報・岐阜新聞・京都新聞・日本海新聞・大阪日日新聞・北日本新聞・福島民報　他。一部地域はカラー掲載）
- 絶頂ナース（松文館）※電子書籍

### 挿絵
- ひとり旅するおばさんにインドの女神はほほえんだ（著：磯部和子、創土社）